# Unterseeboot 23 (1936)
Pour les articles homonymes, voir Unterseeboot 23.
Le Unterseeboot 23 ou U-23 est un sous-marin allemand (U-Boot) de type II.B utilisé par la Kriegsmarine pendant la Seconde Guerre mondiale.
Comme les sous-marins de type II étaient trop petits pour des missions de combat dans l'océan Atlantique, il a été affecté dans la Mer du Nord, la Mer Baltique et la Mer Noire.

## Présentation
Mis en service le 24 septembre 1936, l'U-23 a servi de 1935 à 1939 au sein de l'Unterseebootsflottille "Weddigen". Il réalise sa première patrouille, quittant le port de Wilhelmshaven, le 25 août 1939, sous les ordres du Kapitänleutnant Otto Kretschmer pour onze jours de mer.
Le 4 octobre 1939 à 4 heures 45, l'U-23 engrange l'un des premiers succès de guerre de la Kriegsmarine quand il torpille et coule avec des obus de canon, le navire marchand Glen Farg à environ 60 miles (97 km) au sud-sud-ouest de Sumburgh Head (sud de Shetland). Une personne est morte, alors que seize survivants ont été recueillis par le HMS Firedrake et débarqués à Kirkwall le lendemain.
Au cours de ses 16 patrouilles (303 jours en mer), l'Unterseeboot 23 a coulé sept navires marchands pour un total de 11 179 tonneaux et deux navires militaires pour un total de 1 410 tonnes. Il a également endommagé un navire militaire auxiliaire de 1 005 tonneaux et un navire militaire de 56 tonnes. De plus, il a endommagé de manière irrécupérable trois autres navires marchands pour un total de 18 199 tonneaux.
Tout au long de son service dans la Kriegsmarine, l'U-23 a connu dix commandants. Le plus célèbre d'entre-eux a été le Kapitänleutnant Otto Kretschmer, commandant d'U-Boote détenant le record de victoires, l'As des profondeurs » pendant la Seconde Guerre mondiale. Il coula quarante-sept navires avant d'être capturé.
Après avoir servi dans l'Atlantique avec la 1re Flottille de U-boot, l'U-23 a servi de bateau d'entraînement avec la 21e Flottille de U-boot à partir de juillet 1940 à septembre 1942. L'U-23 a été ensuite remis en état et transporté par route jusqu'au port de Konstanza, en Roumanie dans la Mer Noire, avec la 30e Flottille de U-boot jusqu'en septembre 1944.
Au cours de sa seizième patrouille, ayant quitté le port de Konstanza le 16 août 1944, l'U-23 est sabordé par son équipage le 10 septembre 1944 au large des côtes de la Turquie dans la mer Noire à la position géographique de 41° 11′ N, 30° 00′ E, pour éviter sa capture par l'avance soviétique.
Le 3 février 2008, le journal Daily Telegraph a rapporté que l'U-23 avait été découvert par Selçuk Kolay, un ingénieur de marine turque, à 160 pieds (49 m) de profonfeur, au même titre que l'U-20, à trois miles de la ville d'Agva (en),.

## Affectations
- Unterseebootsflottille "Weddigen" du 1er septembre 1936 au 1er août 1939 (service active)
- 1. Unterseebootsflottille du 1er septembre 1939 au 31 décembre 1939 (service active)
- 1. Unterseebootsflottille du 1er janvier 1940 au 30 juin 1940 (service active)
- 21. Unterseebootsflottille du 1er juillet 1940 au 30 septembre 1942 (navire-école)
- 30. Unterseebootsflottille du 1er octobre 1942 au 10 septembre 1944 (service active)

## Commandements
- Korvettenkapitän Eberhard Godt du 1er septembre 1936 au 3 janvier 1938
- Hans-Günther Looff de 1936/1937 au 30 septembre 1937
- Kapitänleutnant Otto Kretschmer du 1er octobre 1937 au 1er avril 1940
- Kapitänleutnant Heinz Beduhn du 8 avril 19 au 19 mai 1940
- Oberleutnant zur See Heinrich Driver du 20 mai au 30 septembre 1940
- Oberleutnant zur See Kurt Reichenbach-Klinke du 1er octobre 1940 au 20 mars 1941
- Oberleutnant zur See Ernst-Ulrich Brüller du 21 mars au 23 septembre 1941
- Oberleutnant zur See Ulrich Gräf du 24 septembre 1941 au 26 mars 1942
- Kapitänleutnant Rolf-Birger Wahlen du 27 mars 1942 au 19 juin 1944
- Oberleutnant zur See Rudolf Arendt du 20 juin au 10 septembre 1944

Nota: Les noms de commandants sans indication de grade signifie que leur grade n'est pas connu avec certitude à notre époque à la date de la prise de commandement.

## Navires coulés
Au cours de ses 16 patrouilles (303 jours en mer), l'Unterseeboot 23 a coulé 7 navires marchands pour un total de 11 179 tonneaux et 2 navires militaires pour un total de 1 410 tonnes. Il a également endommagé un navire militaire auxiliaire de 1 005 tonneaux et 1 navire militaire de 56 tonnes. De plus, il a endommagé de manière irrécupérable 3 autres navires marchands pour un total de 18 199 tonneaux.
| Navires coulés par le U-23 |                                |             |          |
| Date                       | Navire                         | Pavillon    | Tonnage  |
| 4 octobre 1939             | Glen Farg                      | Royaume-Uni | 876 t    |
| 8 décembre 1939            | Scotia                         | Danemark    | 2 400 t  |
| 11 janvier 1940            | Fredville                      | Norvège     | 1 150 t  |
| 12 janvier 1940            | Danmark                        | Danemark    | 10 517 t |
| 24 janvier 1940            | Varild                         | Norvège     | 1 085 t  |
| 18 février 1940            | HMS Daring (H16)               | Royaume-Uni | 1 375 t  |
| 19 février 1940            | Tiberton                       | Royaume-Uni | 5 225 t  |
| 22 février 1940            | Loch Maddy (convoi HX 19)      | Royaume-Uni | 4 996 t  |
| 24 août 1943               | Shkval                         | URSS        | 35 t     |
| 15 octobre 1943            | TSC-486 Sovetskaja Rossija (e) | URSS        | 1 005 t  |
| 23 octobre 1943            | Tanais                         | URSS        | 372 t    |
| 5 avril 1944               | SKA-099 (e)                    | URSS        | 56 t     |
| 29 mai 1944                | Smelyj                         | URSS        | 71 t     |
| 1er septembre 1944         | Oituz                          | Roumanie    | 2 686 t  |

(e) : endommagé